# Резолюция Совета Безопасности ООН 1187
Резолюция 1187 Совета Безопасности Организации Объединенных Наций — резолюция Совета Безопасности ООН, единогласно принятая 30 июля 1998 года. После подтверждения всех резолюций по Грузии, в частности резолюции 1150 (1998), Совет продлил мандат миссии Организации Объединенных Наций по наблюдению в Грузии (МООННГ) до 31 января 1999 года и обсудил недавние военные действия в данном регионе.
Совет Безопасности был обеспокоен напряженной ситуацией в районах Зугдиди и Гали и возможностью боевых действий. Ни Абхазия, ни Грузия не были готовы отказаться от насилия или искать серьезное мирное решение.
Была выражена озабоченность по поводу возобновления военных действий в мае 1998 года, и обеим сторонам было предложено соблюдать договоренность о прекращении огня и разъединении сил (Московское соглашение) и другие предварительные соглашения. Сторонам было предложено создать совместный механизм по расследованию и предотвращению действий, которые нарушают Московское соглашение, и террористических актов. Совет вновь подтвердил право всех перемещенных лиц и беженцев, которых насчитывается значительное число, на безопасное возвращение домой в соответствии с международным правом.
Таким образом, было осуждено преднамеренное разрушение домов и изгнание людей абхазской стороной, а демографические изменения в результате конфликта были признаны неприемлемыми.
Стороны были немедленно вызваны для достижения результатов в переговорах по ключевым вопросам. Кроме того, в резолюции осуждается насилие в отношении наблюдателей МООННГ, восстановление наземных мин и нападения вооруженных групп в Гальском районе. Кроме того, выражаются опасения о проходящих в СМИ Абхазии кампании  и преследовании персонала МООННГ в Абхазии, также озвучен призыв прекратить подобные действия. Мандат МООННГ был продлен при условии проведения обзора Советом Безопасности и внесения изменений в мандат миротворческих сил Содружества Независимых Государств (СНГ), которые также присутствовали в Грузии.
В заключении, генеральному секретарю ООН Кофи Аннану было поручено постоянно информировать Совет о событиях в регионе и вопросах, касающихся мандата МООННГ.